# Шипкуль
Шипкуль (каз. Шөпкөл) — упразднённое село в Железинском районе Павлодарской области Казахстана. Входило в состав Алакольского сельского округа. Код КАТО — 554235200. Ликвидировано в 2012 г.

## Население
В 1999 году население села составляло 227 человек (111 мужчин и 116 женщин). По данным переписи 2009 года, в селе постоянное население отсутствовало.